# Francisco Puertas
Francisco Puertas González (Vadillo de la Guareña, provincia de Zamora, 8 de septiembre de 1919-Madrid, 2 de junio de 2012) fue un pintor español que utilizó la técnica de la aguada. Fue considerado pintor autodidacta y sus obras catalogadas de estilo “goyesco”.

## Biografía
Nació en Vadillo de la Guareña (provincia de Zamora), el 8 de septiembre de 1919. En 1934 se trasladó con sus padres - Francisco Puertas y Puertas y Ana González Rodríguez - y cinco hermanos a Madrid, donde se interesó  por conocer el Museo del Prado y el de Reproducciones Artísticas, lugares que visitó con frecuencia.[cita requerida]

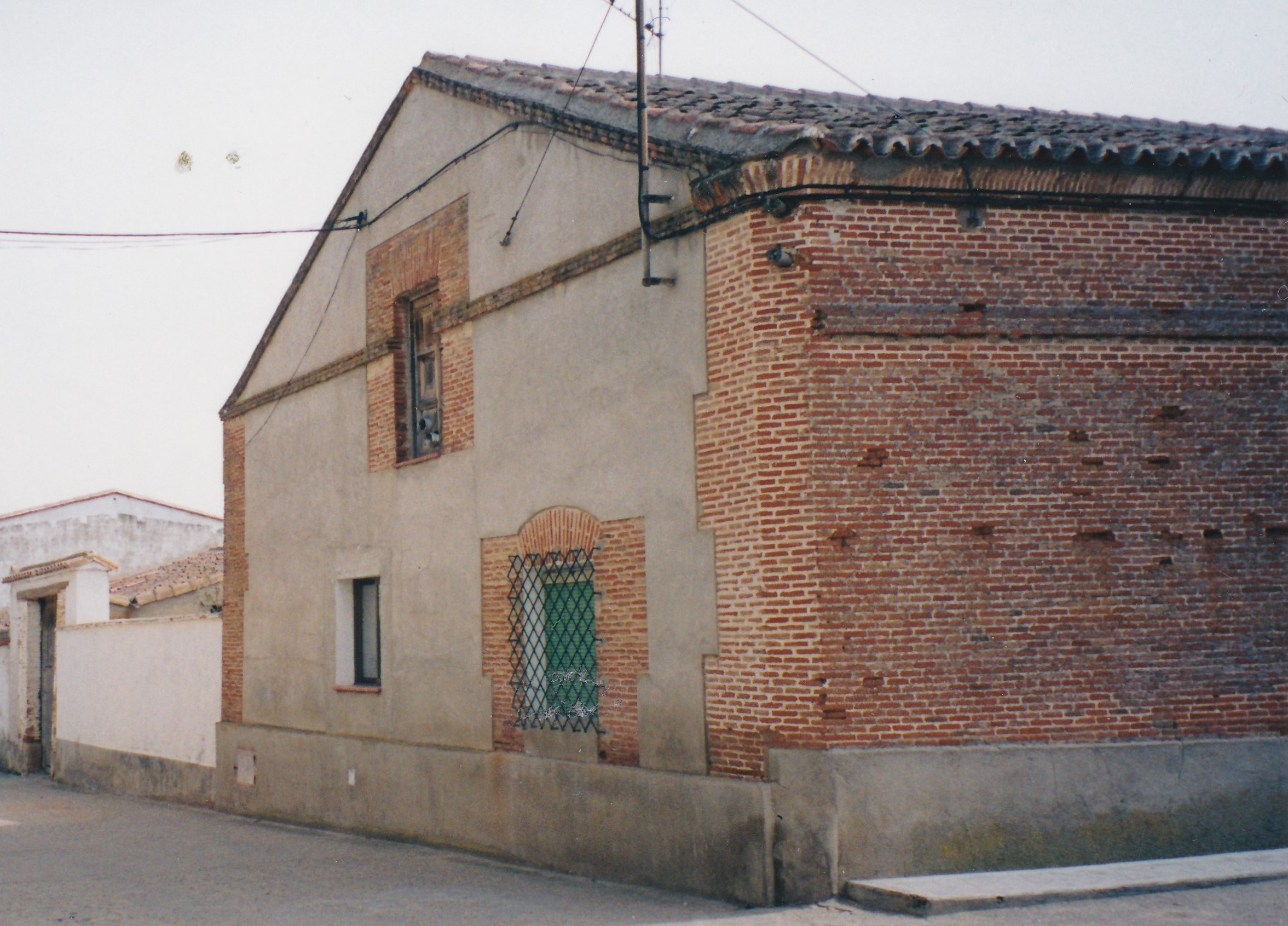
Casa natal de Paco Puertas en Vadillo de la Guareña, provincia de Zamora (España)

La Guerra Civil Española le sorprendió en Madrid, sufriendo las calamidades propias de una ciudad sitiada; hizo dibujos de los acontecimientos de aquella época de los que no se conserva ninguno.
En 1940 es llamado a hacer el servicio militar obligatorio, un año en la península y tres en Marruecos donde quedaría cautivado por infinidad de escenas vividas en las cábilas y zocos de la región de Anyera y Gomara. Cuarenta años después, realizó una colección de más de cuatrocientos dibujos de aquellas escenas que tanto le habían impresionado: las amaras, los zocos, tipos y costumbres populares. Siempre mantuvo un recuerdo vivo, preciso, de esos años en Marruecos como si estuviera presente: el flujo humano de la medina o la impresionante soledad de la estepa.
En 1950 un familiar del pintor entregó al redactor gráfico del diario ABC, Virgilio Muro, una serie de apuntes de escenas populares. Éste a su vez, impresionado por los mismos, los hizo llegar al profesor José Camón Aznar, con el fin de que los analizara. El profesor, después de examinarlos, los devolvió con una nota que decía: “El autor de estos apuntes tiene madera para convertirse en un artista de renombre”. Unos años más tarde opinaría: “Paco Puertas es un Lucas y un Goya actualizados, con una fuerte personalidad”. En 1977, José Camón Aznar adquirió dos obras (aguadas) del pintor que posteriormente pasarían al museo Camón Aznar, actualmente Museo Goya - Colección Ibercaja - Museo Camón Aznar, de Zaragoza.
En 1965 hizo su primera exposición de aguadas en la galería Bric-a-Brac de Madrid.[cita requerida] Un año después en Berna (Suiza), en la galería Münster. Debido a un error en la aduana francesa, se cambió la expedición de los cuadros por la del pintor español Manuel Hernández Mompó, de manera que sus obras terminaron en una galería de París y viceversa. El día antes de la inauguración, se envió una furgoneta de Berna a París para recoger sus obras, pero al día siguiente regresó vacía debido a que las leyes francesas no autorizaban la salida de obras de arte por carretera.[cita requerida] En dos días, pintó 25 obras.[cita requerida] Los diarios berneses Der Bund y Berner Tagblatt publicaron: “Paco Puertas dispone de una memoria increíble para reproducir escenas vistas una sola vez, con una seguridad admirable”. Este esfuerzo agotador, le supuso medio año de inactividad al pintor.
Después de varias exposiciones en Madrid, en junio de 1969 expuso una colección de aguadas en La Pinacoteca de Barcelona que fue reconocida como la mejor obra del mes por el jurado del Concurso de Artes Plásticas de Ràdio Barcelona (Cadena SER). A lo largo de su vida artística realizó más de 40 exposiciones.[cita requerida]

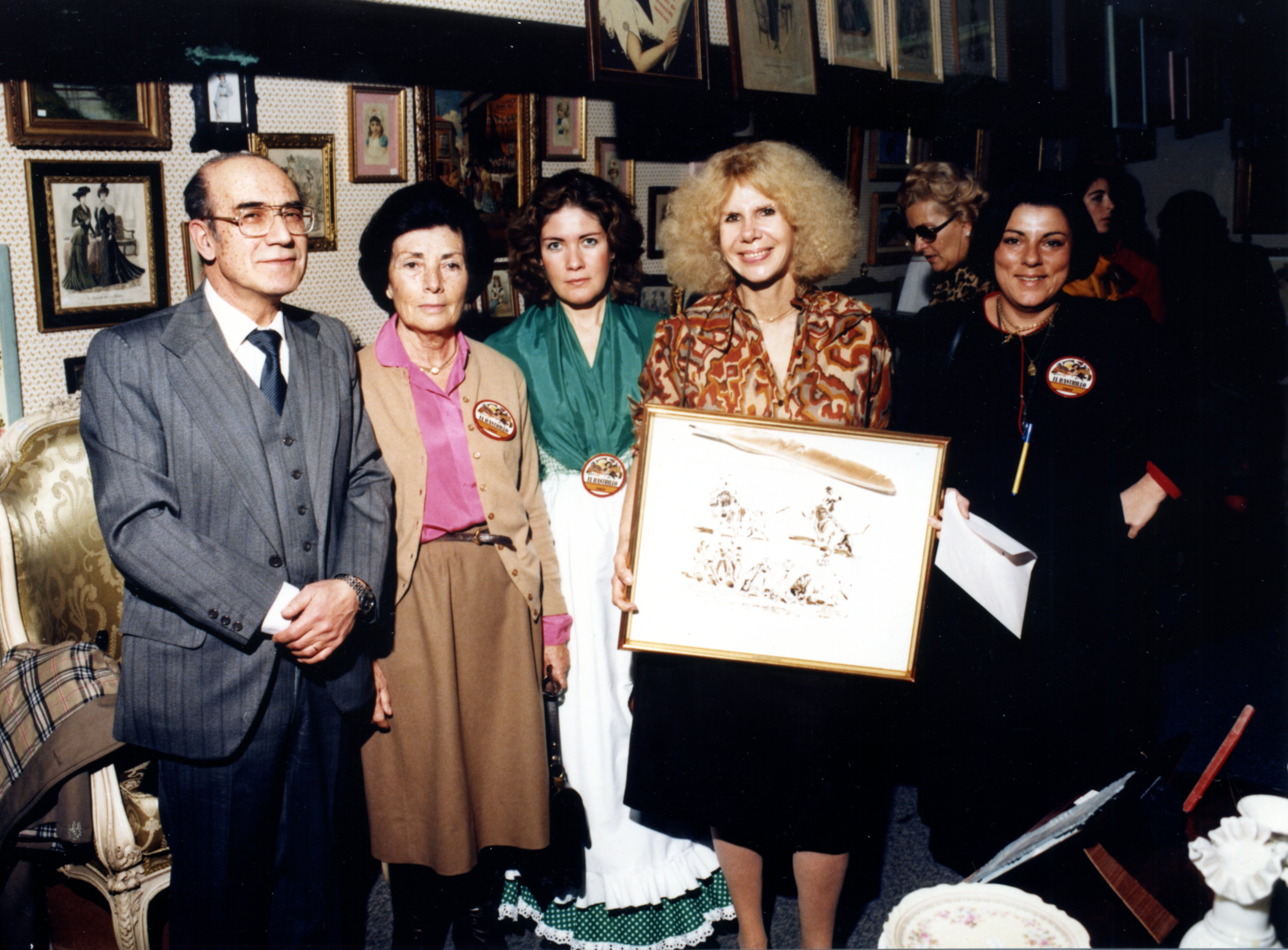
Cayetana de Alba con Francisco Puertas en "El Rastrillo" (Madrid, 1985)

En 1985 se celebró en Madrid un rastrillo benéfico en favor de la organización Nuevo Futuro, que trabaja con niños desamparados, en el que se subastó un cuadro del pintor representando la cogida mortal de Francisco Rivera "Paquirri", en la localidad de Pozoblanco (Córdoba), que fue comprado por Cayetana Fitz-James Stuart (duquesa de Alba).

### Obra
Mis cuadros están ejecutados con “manchas” que descubren ricas y variadas expresiones, utilizando elementos tan simples como el agua y la tinta. Me encuentro, por tanto, en esta delicada técnica, tan solo con el apoyo que me proporciona la hábil utilización del pincel, casi sin materia …”.
Paco Puertas

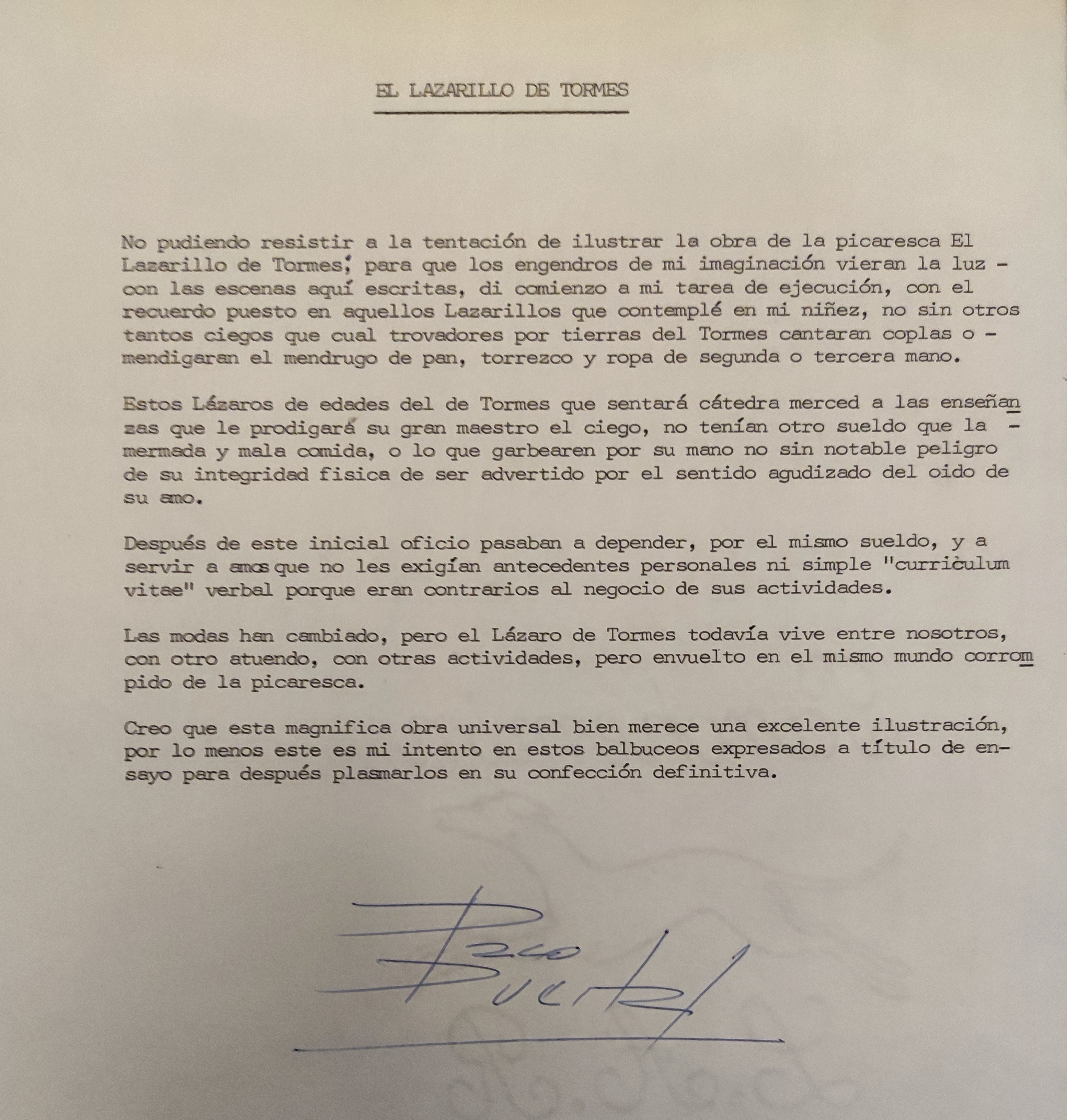
Documento original de Francisco Puertas González, mecanografiado, que describe la influencia de los "lazarillos" y ciegos que observó en su niñez para ilustrar la obra completa de El Lazarillo de Tormes. El autor refiere la corrupción y la picaresca "actuales".

Tenía una facilidad innata para el dibujo, de forma que podía hacer con la misma rapidez y facilidad tanto apuntes de escenas del natural, como dibujarlos días, meses o años más tarde. Para sus cuadros empleó la técnica de la aguada con tinta; ejecutando sus obras directamente sobre la cartulina logró un efectismo basado en el juego de los fondos blancos y la negrura aterciopelada de las tintas.
Fue autodidacta, pues no asistió a ninguna escuela artística y en su aprendizaje tampoco intervino ningún pintor. La mayoría de sus obras representan escenas de tipo costumbrista que se conservan en el Museo Goya - Colección Ibercaja - Museo Camón Aznar de Zaragoza, la Real Academia de Bellas Artes de San Fernando de Madrid y en colecciones privadas; también realizó numerosas ilustraciones de la Biblia (Méjico), Don Quijote de la Mancha, El Lazarillo de Tormes (144 ilustraciones con diversas técnicas), recuerdos de Marruecos (430 láminas), la Tauromaquia (320 láminas) y una amplia serie de rincones y escenas matritenses en varias técnicas (aguada, sanguina y conté).
Tanto la técnica de sus cuadros como la forma de captar la realidad y transmitir sus percepciones pueden identificarse con algunas de las características del impresionismo: rapidez y frescura de sus pinceladas, inmediatez de plasmación que no permite rectificaciones, el momento de luz de sus cuadros. En toda su obra se percibe la frescura de sus personajes que llaman la atención del espectador, presentándose con vida, dinamismo e interacción entre ellos.
El profesor José Camón Aznar dijo de él en 1973:
“Grandes efectos pictóricos pueden conseguirse con el dibujo, de tal manera que no hay gran diferencia entre la pintura y el dibujo, en cuanto aquel es mancha y modelado disuelto en la vaguedad atmosférica. Así es el arte de Paco Puertas en el cual quizá uno de sus mayores méritos sea la simplicidad no sólo temática, sino de los medios expresivos. Sencillez que no rehúye los temas que arrastran consigo la composición figurativa. En estos dibujos acuarelados, o en estas acuarelas apoyadas en el dibujo, la eficacia plástica se basa en el valor de la mancha por sí sola, en sus entintados, desvanecimientos, volumen apretado o perfiles desvaídos en la continuidad ambiental de la imagen. Porque estas imágenes no están vistas en un estatismo que las mantiene en esa inmovilidad que presenta la pintura en sus cuadros solemnes, sino en un dinamismo que radica en la misma raíz de su técnica; todas ellas están como flotantes, en una migración que hace brotar de sí misma, las sugestiones de las formas inéditas. Más que figuras consolidadas, son formas sugeridas que en su misma impersonalidad llevan el germen de su futuro. Otro de los ingredientes estéticos de estos dibujos reside en su instantaneidad, aunque ello sea consecuencia de una muy meditada y, sobre todo, rigurosa práctica anterior. Esta rapidez de toque da a estos dibujos un tinte goyesco. Parecen trazados en el arrebato de una inspiración que se ha plasmado en estas manchas trepidantes. El efectismo estético de estos dibujos radica en el juego de los fondos del papel con la negrura aterciopelada de las tintas. Y tenemos que decir que quizá lo que preste a estos dibujos un mayor encanto sea el valor que da a los blancos. Fondos que ambientas, circulan entre el entintado, realzan los negros y permiten juegos de luz, tan difíciles de conseguir en la falta de policromía. Hay un sutil juego de manchas, que presta a estas figuras su dinamismo y tensión interna. Ello motiva esos fondos desvanecidos, pero actuantes y vivos. Y la misma falta de personalización de las figuras, les presta un carácter genérico que suprime la banalidad de la anécdota historial.[cita requerida]
Con esta técnica de la acuarela consigue unos muy finos matices de estos entintados. El agua aclara o concentra el negro, consiguiendo el movimiento y aún juego de expresión de estas figuras, que parecen sólo insinuadas pero que, sin embargo, nos dan una tan completa impresión de formas vivas …”

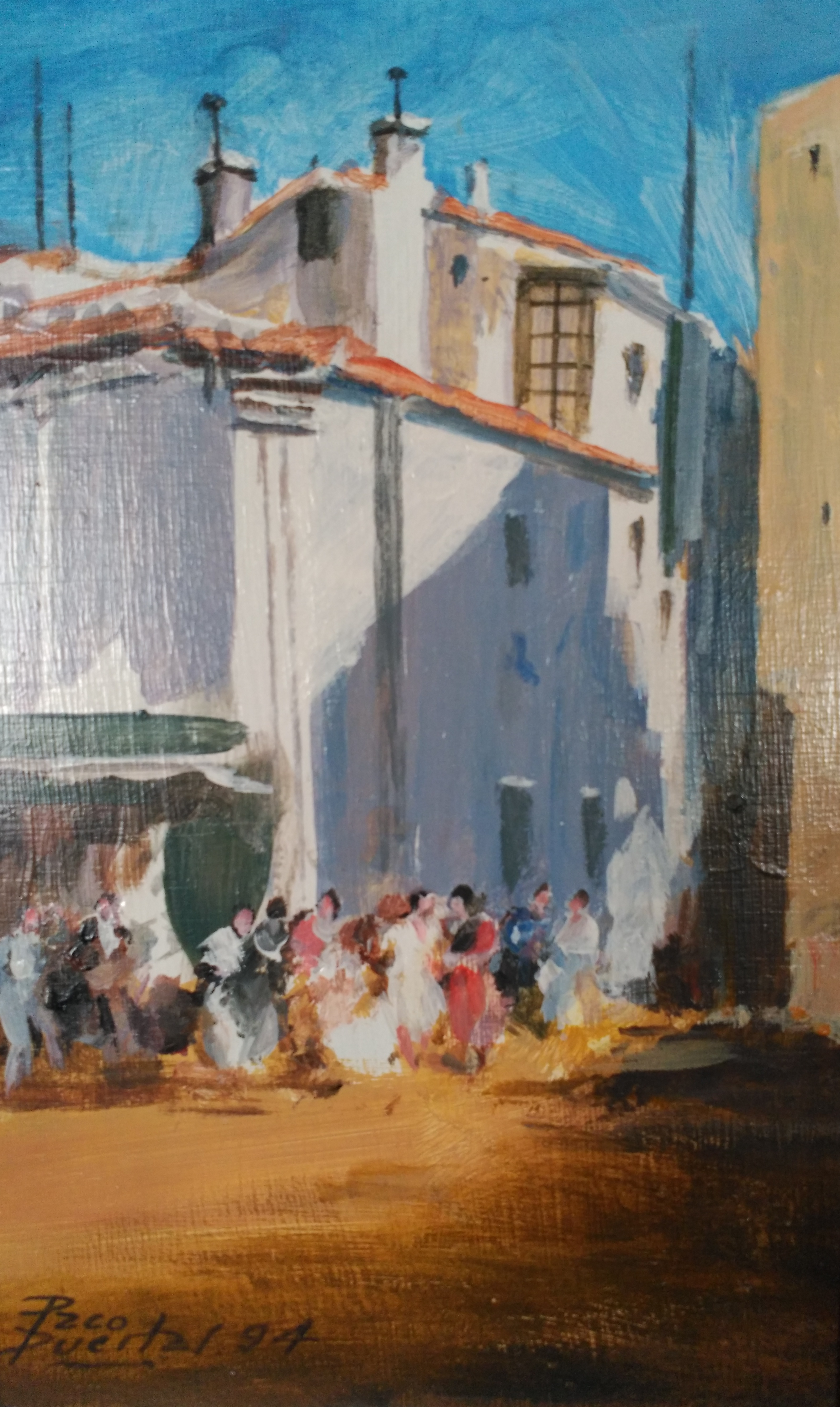
Rincón de Madrid, acrílico

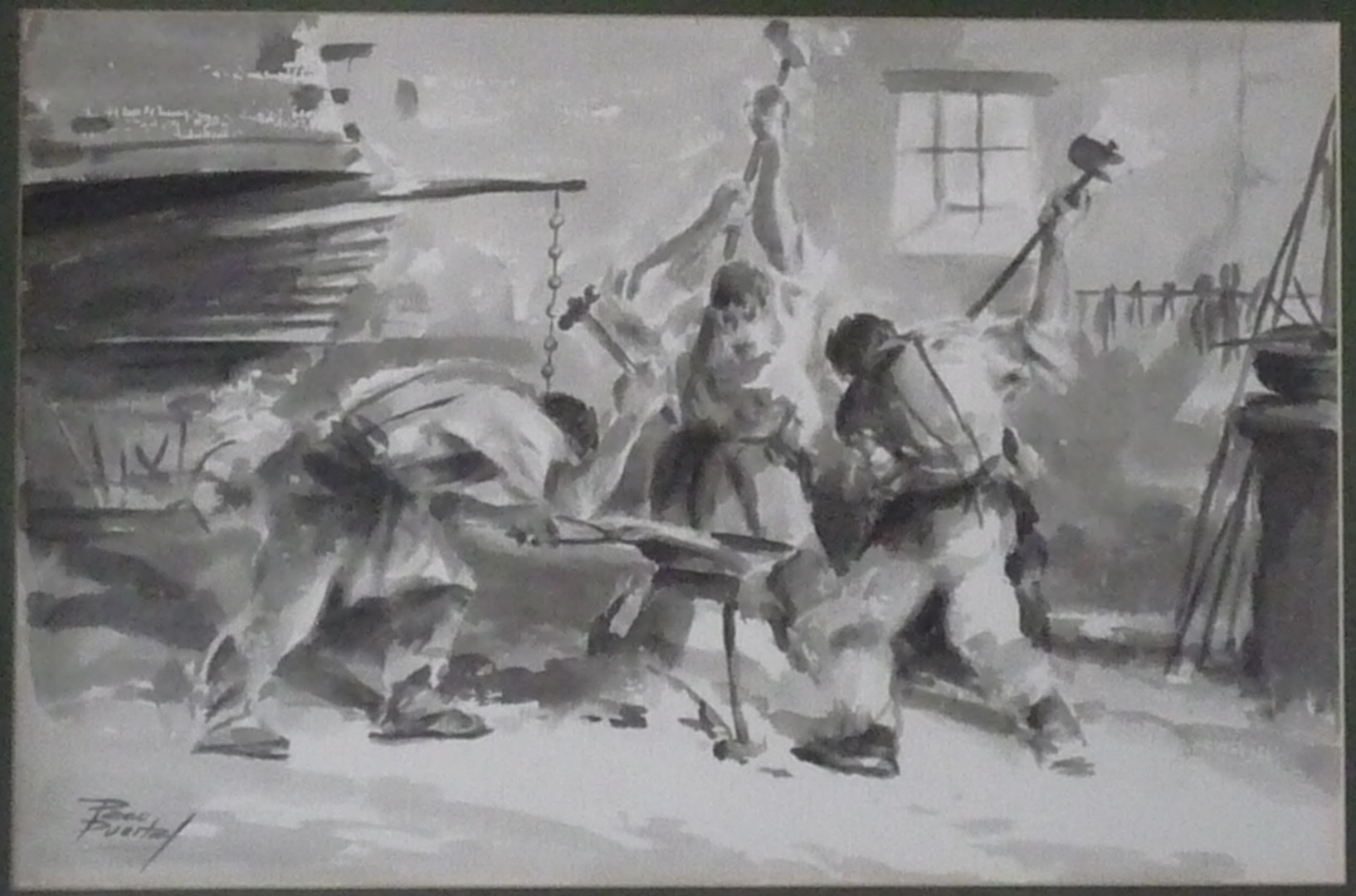
La fragua, aguada

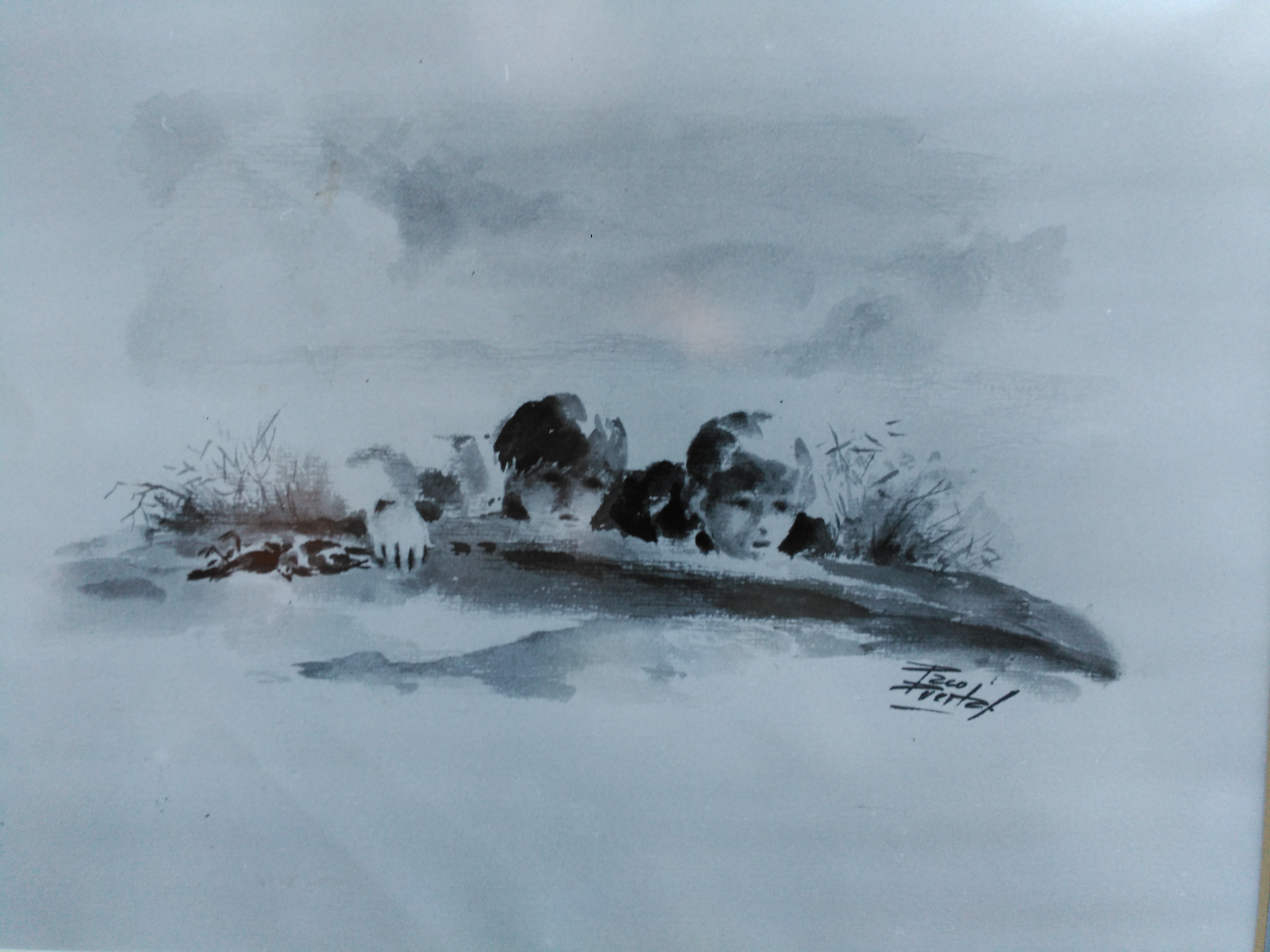
Niños cazando pájaros, aguada

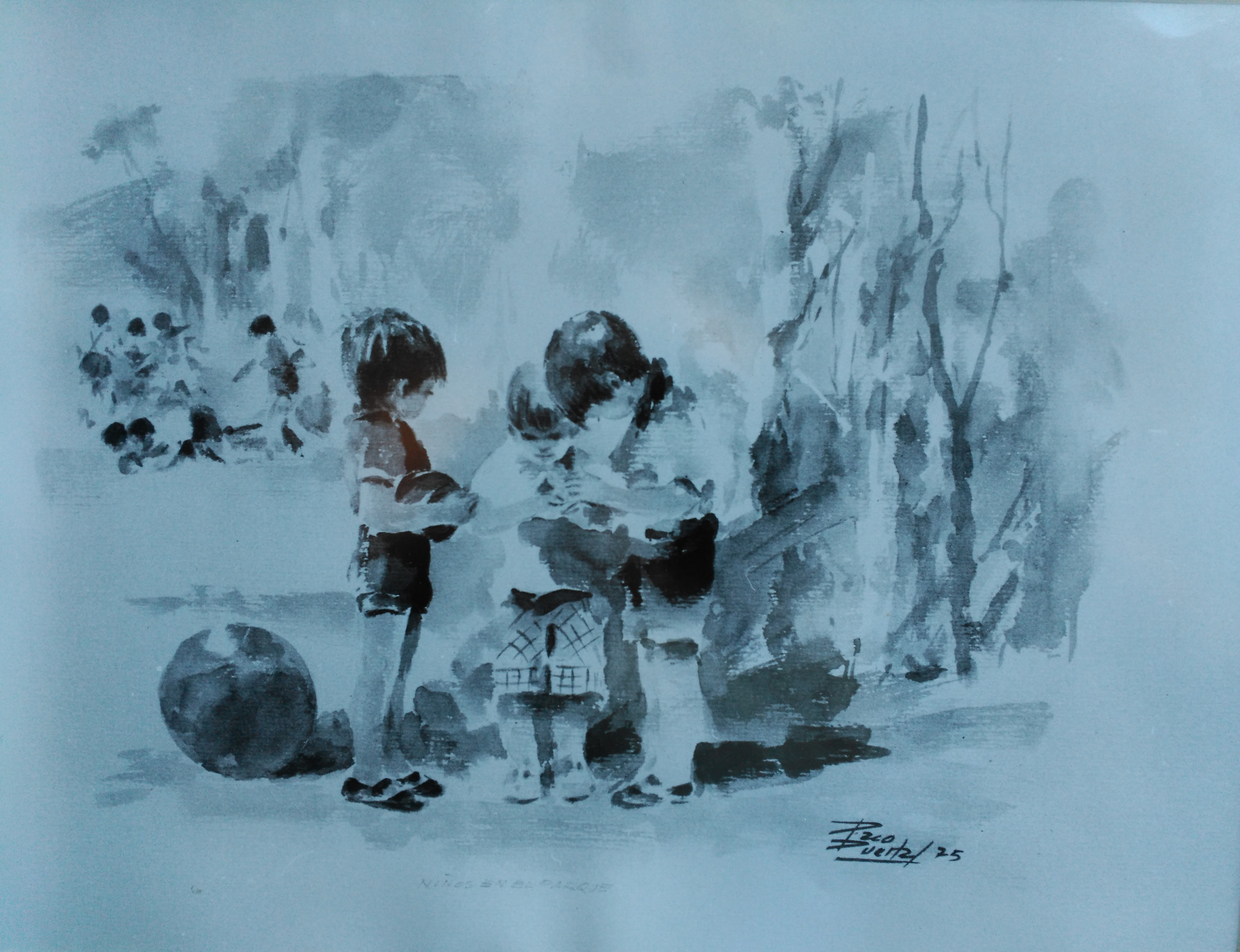
Niños en el parque, aguada

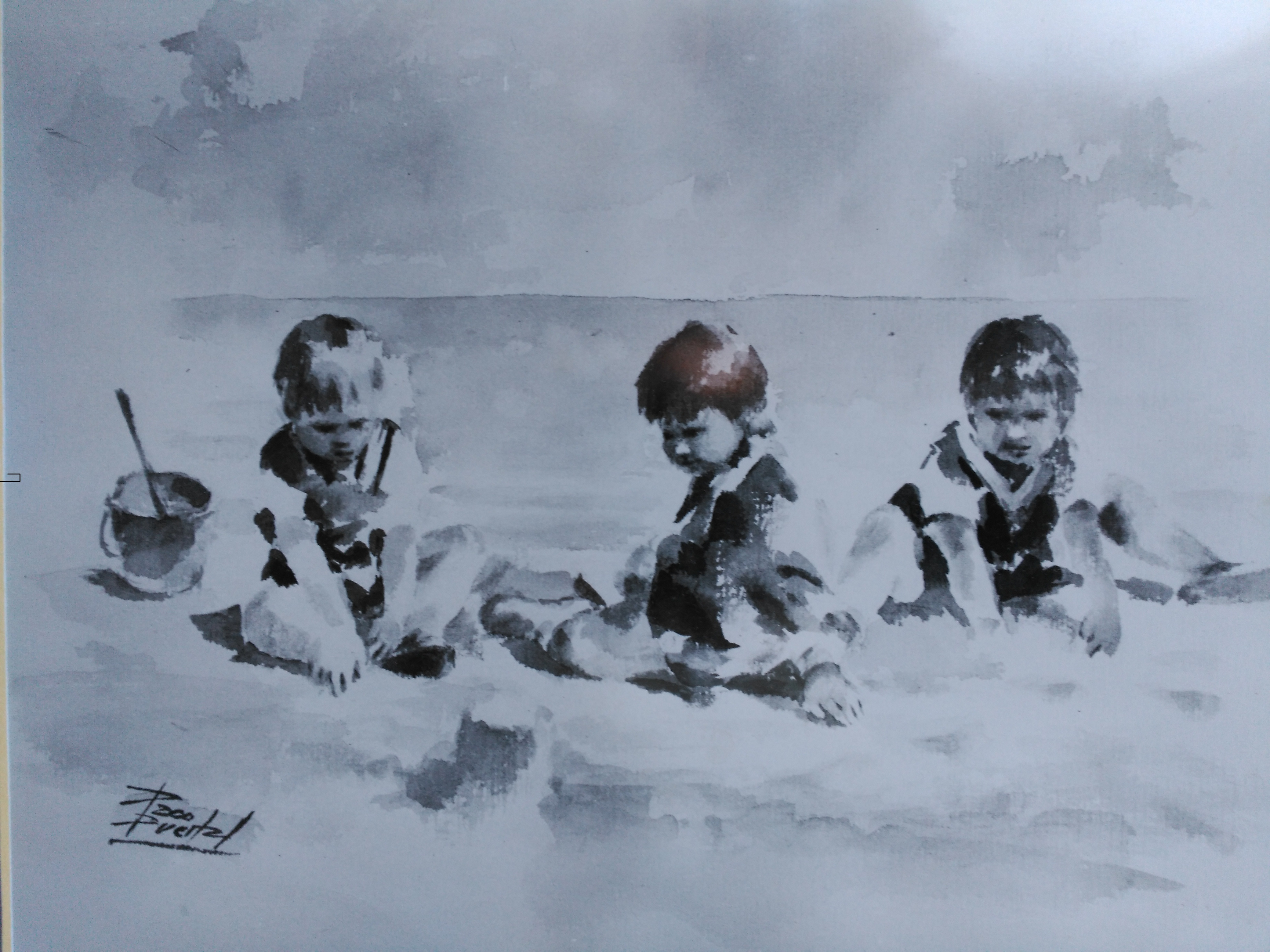
Niños en la playa, aguada

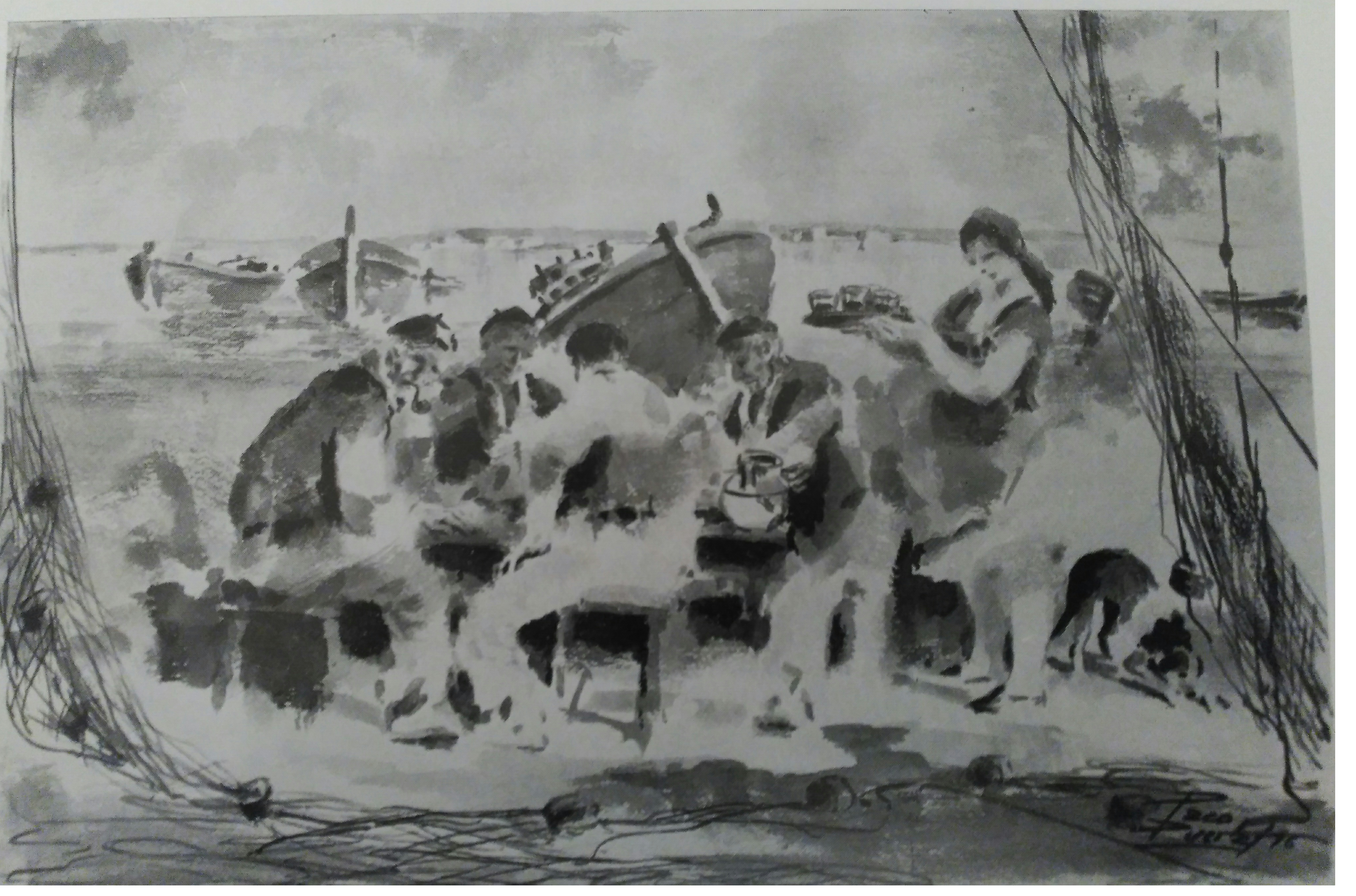
Pescadores, aguada

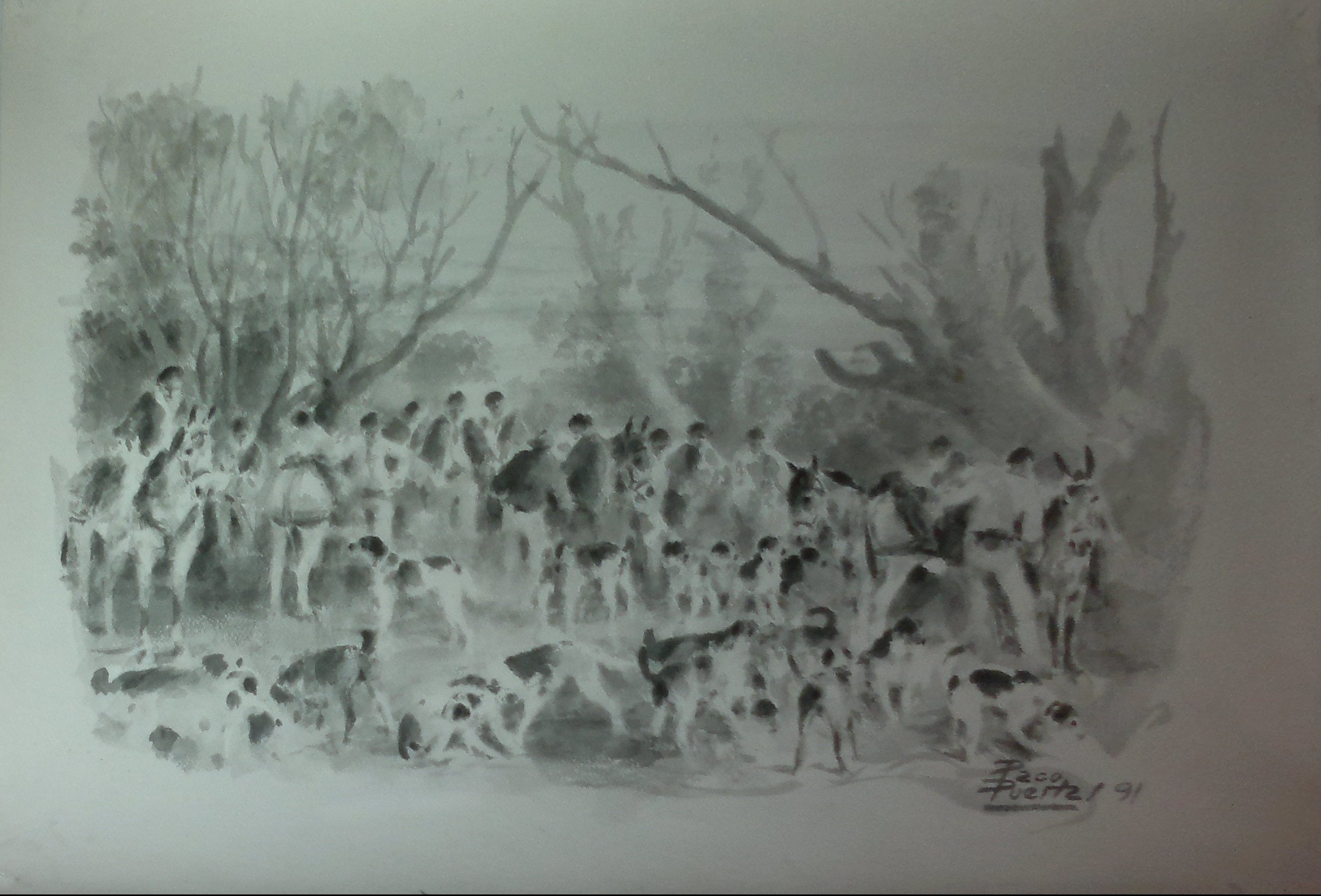
Preparando la cacería, aguada

### Exposiciones
- Sala Bric-a-Brac, Madrid, marzo 1965.
- Sala Münster, Berna (Suiza), septiembre 1966.
- Sala Macarrón, Madrid, abril 1967.
- La Cueva, El Escorial (Madrid), agosto 1967.
- Sala Toisón, Madrid, octubre 1968.
- La Pinacoteca,[4] Barcelona, junio 1969.
- Exposición antológica “Señal 69”, Barcelona, noviembre 1969.
- La Pinacoteca,[4] Barcelona, abril 1970.
- Sala Macarrón, Madrid, julio 1970.[5][6]

- Caja Provincial de Ahorros, Logroño, marzo 1971.
- Galería Saint Michel, Madrid, enero 1973.[7][8]
- La Pinacoteca,[4] Barcelona, junio 1974.[9]
- Sala Verona, Madrid, mayo 1975.
- Galería Toscana, Valencia, enero 1976.
- Sala Verona, Madrid, octubre 1976.[10]
- Galería Floridablanca, El Escorial (Madrid), julio 1977.
- Galería Toscana, Valencia, diciembre 1977.
- Sala Verona, Madrid, marzo 1978.[11]
- Galería Floridablanca, El Escorial (Madrid), julio 1978.
- Galería Toscana, Valencia, diciembre 1978.
- Sala Verona, Madrid, octubre 1979.
- Club Social Monte Escorial, El Escorial (Madrid), diciembre 1979.
- Sala Verona, Madrid, diciembre 1980.[12]
- Sala Nolde, Navacerrada (Madrid), diciembre de 1981.
- Sala Nolde, Navacerrada (Madrid), agosto de 1982.
- Sala Verona, Madrid, diciembre de 1982.
- Sala Verona, Madrid, abril de 1983.
- Sala Verona, Madrid, abril de 1984.[13]
- Sala Verona, Madrid, abril de 1985.
- Sala Verona, Madrid, abril de 1986.
- Biblioteca Municipal de Segorbe (Castellón), junio de 1987.